# Adrianny Castillo
Adrianny Castillo Castillo (ur. 22 listopada 1997) – wenezuelska, a od 2023 roku argentyńska zapaśniczka walcząca w stylu wolnym.
Brązowa medalistka mistrzostw panamerykańskich w 2023 i 2025. Wicemistrzyni mistrzostw Ameryki Południowej w 2016. Mistrzyni panamerykańska juniorów w 2016 i 2017. Czwarta na igrzyskach olimpijskich młodzieży w 2014. Trzecia na MŚ kadetek w 2013 roku.